# Gewöhnliche Armleuchteralge
Die Gemeine oder Gewöhnliche Armleuchteralge (Chara vulgaris) ist ein monözischer Vertreter aus der Familie der Characeae. Diese Armleuchteralge ist sehr formenreich, und durch ihre Variabilität wurden in der Literatur bisher etwa 70 schwer unterscheidbare Formen beschrieben. Beim Herausnehmen aus dem Wasser entwickelt sie oft einen spezifischen Geruch, der Senföl ähneln soll. Sie ist eine der in Deutschland und Teilen Europas am häufigsten vorkommenden Armleuchteralgen und ist besonders einfach an dem unberindeten Endglied eines jeden berindeten Astes erkennbar.

## Vorkommen
Die Gewöhnliche Armleuchteralge kommt sowohl in stehenden als auch in fließenden Gewässern vor. Eine Besonderheit ist, dass sie auch frisch entstandene, mit Wasser gefüllte Störstellen und sehr kleine Gewässer im Initialstadium besiedeln kann. Sie verträgt im Gegensatz zu anderen Armleuchteralgen auch einen relativ hohen Nährstoffgehalt im Wasser. So ist sie vorzugsweise in mesotrophen bis eutrophen Gewässern zu finden. In den stark nährstoffreichen kann sie sich jedoch meist nicht lange halten. Da sie eine gewisse Salztoleranz aufweist, kann sie gelegentlich auch im Brackwasser vorkommen.
Die Gewöhnliche Armleuchteralge tritt in allen Teilen der Erde auf. Neuerdings werden die Bestände der Nordhalbkugel von den polaren Regionen bis zum Mittelmeer als forma vulgaris zusammengefasst. Demzufolge werden auch andere Formen als Kleinsippen der Tropen und Subtropen unterschieden. Im Zentrum der Sahara wurde die Art sogar schon in Brunnen der Oasen entdeckt.
Chara vulgaris ist in der Schweiz eine der wenigen Arten mit Vorkommen bis in die alpine Stufe, wo sie bis in 2400 m Höhe nachgewiesen wurde.

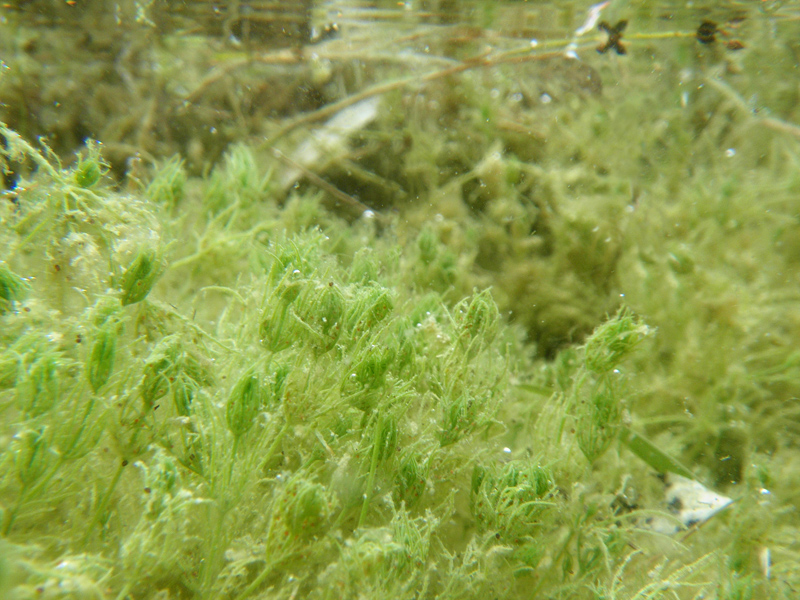
C. vulgaris am natürlichen Standort

## Erkennungsmerkmale
Die Gewöhnliche Armleuchteralge wird bis zu 60 cm lang und verkalkt während des Alterns oft stark. Im Flachwasser sind ihre Sprosse niederliegend und rosettenartig ausgebreitet. Sie werden dort nur bis 40 cm lang und die Internodien sind kürzer als die Äste. Die Gewöhnliche Armleuchteralge bildet im Gegensatz zu anderen Arten zahlreiche, nur bis zu 1 mm dicke Seitensprosse aus, an denen gefiederte Äste zu 5 oder zu 7 im Quirl stehen. Die Äste sind meist ausgebreitet und sind nur an jungen Sprossteilen zur Achse hin gebogen. Jeder Ast weist ein charakteristisches, mehrzelliges unberindetes Endglied auf, welches häufig sogar länger als der rindentragende Teil wird.
Die Endzelle eines jeden Astes ist recht schmal, kurz und bricht sehr leicht ab. Die Sprosse sind meist diplostich, seltener isostich berindet. Die Internodien und Radien sind nur vereinzelt bestachelt. Die abgestumpften, breiten Stipulae sind etwa 5-mal kürzer als der Astdurchmesser und sind in zwei dichtgestellten Reihen angeordnet. Je Ast gibt es zwei Paare. Die primären Rindenreihen sind meist schwächer als die sekundären entwickelt. Daher sitzen die Knoten und Stacheln in den Furchen. Stacheln kommen häufig auch einzeln am Spross vor. Dies ist ebenfalls ein charakteristisches Merkmale für die Gewöhnliche Armleuchteralge. Die vereinzelten Stacheln sind aulacanth auf den eingesenkten Rindenzellen und erscheinen papillenartig.

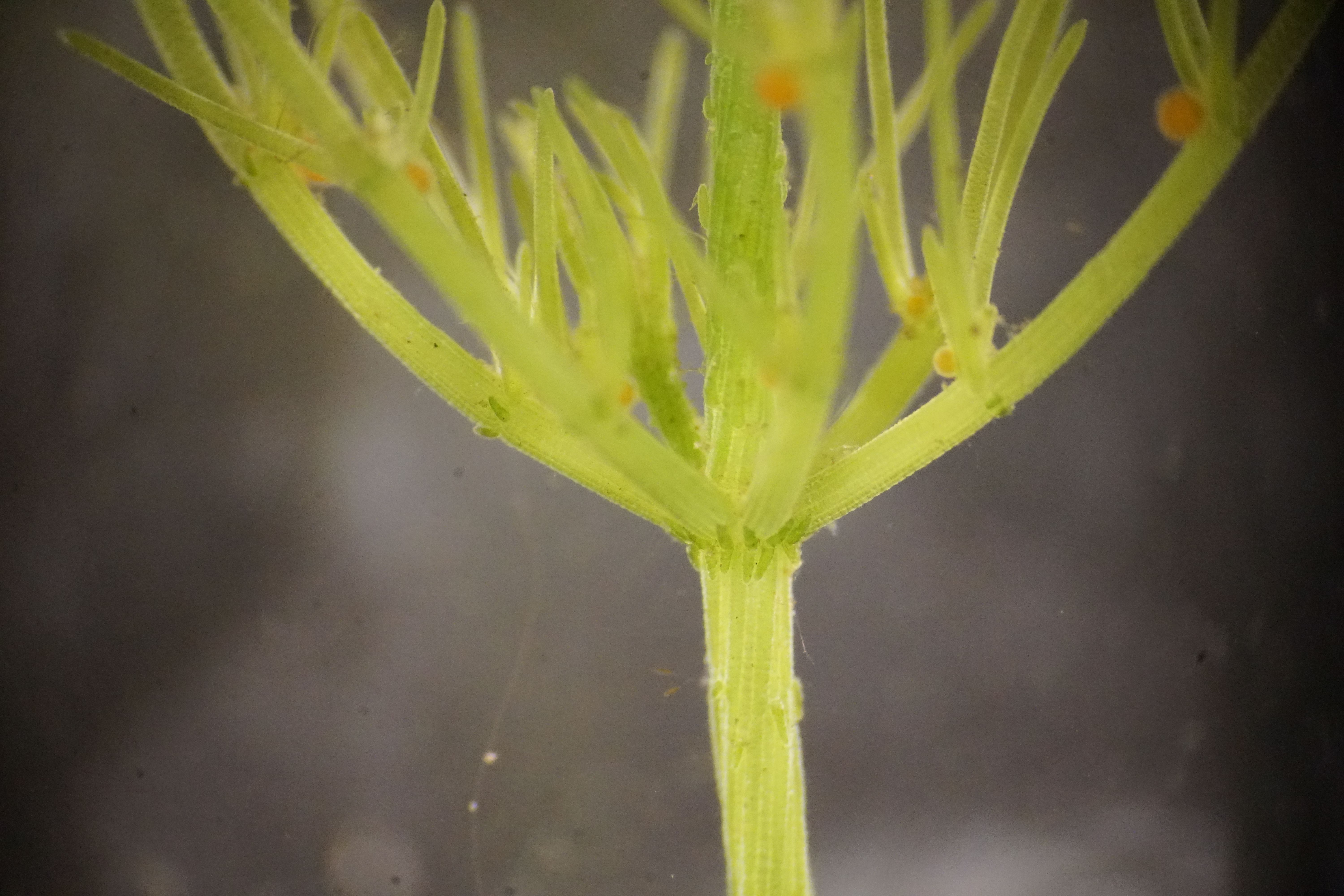
Die Stacheln auf den Internodien von Chara vulgaris liegen in der Furche zwischen den Rindenzellen (aulacanth)

Gametangien werden im Sommer und Herbst gebildet. Sie befinden sich an den berindeten Astgliedern und stehen dort zu viert oder zu fünft und werden von Blättchen umgeben, die auf der Vorderseite des Astes stehen und bedeutend länger als diese sind. Das Oogon weist kein Krönchen auf, ist etwa 0,7 mm hoch und 0,4 mm breit. Es besitzt 12 bis 15 Windungen. Seine Zellen sind abgestumpft und neigen zusammen. Die Oospore ist nur etwa 0,5 mm hoch und 0,3 mm breit, braun bis dunkelbraun gefärbt und besitzt 11 bis 14 Rippen. Das Antheridium ist im Durchmesser nur etwa 0,3 mm, orange gefärbt und verbleicht schnell. Die Zellen der Gewöhnlichen Armleuchteralge besitzen 14, 16 oder 18 Chromosomen.

## Trivialnamen
Für die Gewöhnliche Armleuchteralge bestehen bzw. bestanden auch die weiteren deutschsprachigen Trivialnamen: Armleuchter, Stinkender Katzenzagel, Stinkender Pferdeschweif, Post (Mecklenburg, Schleswig-Holstein) und Wasserschaftheu.